# Bodedia minor
Bodedia minor là một loài tò vò trong họ Ichneumonidae.